# Dove Island
Dove Island – niezamieszkana wyspa z archipelagu Wysp Belchera, w regionie Qikiqtaaluk, na terytorium Nunavut, w Kanadzie. Sąsiaduje m.in. z wyspami: Karlay Island, Mata Island, Nero Island, Bradbury Island, Tukarak Island.